# Cesare Sarfatti
Cesare Sarfatti (Venezia, 21 novembre 1866 – Milano, 24 gennaio 1924) è stato un avvocato e politico italiano.

## Biografia
Dirigente della sezione veneziana del partito socialista, ebreo di origine francese, nel 1899 divenne marito di Margherita Sarfatti, e quindi padre di Roberto Sarfatti. Nel 1902 insieme alla moglie si trasferì a Milano.
Penalista di fama nazionale, fu brevemente deputato nelle liste del Partito Socialista durante la XXIV legislatura (1913-1919). Interventista durante la prima guerra mondiale, fu amico fraterno di Benito Mussolini, che difese in tribunale nel 1916.
Cesare Sarfatti frequentò l'ambiente artistico dell'avanguardia milanese, insieme alla moglie Margherita Grassini Sarfatti.
Ricoprì la carica di presidente della Cassa di Risparmio delle Provincie Lombarde dal 1º agosto 1923, fino alla morte nel gennaio 1924.
È sepolto nel cimitero Monumentale di Milano. La sua tomba è opera di Adolfo Wildt.